# Robert Visser

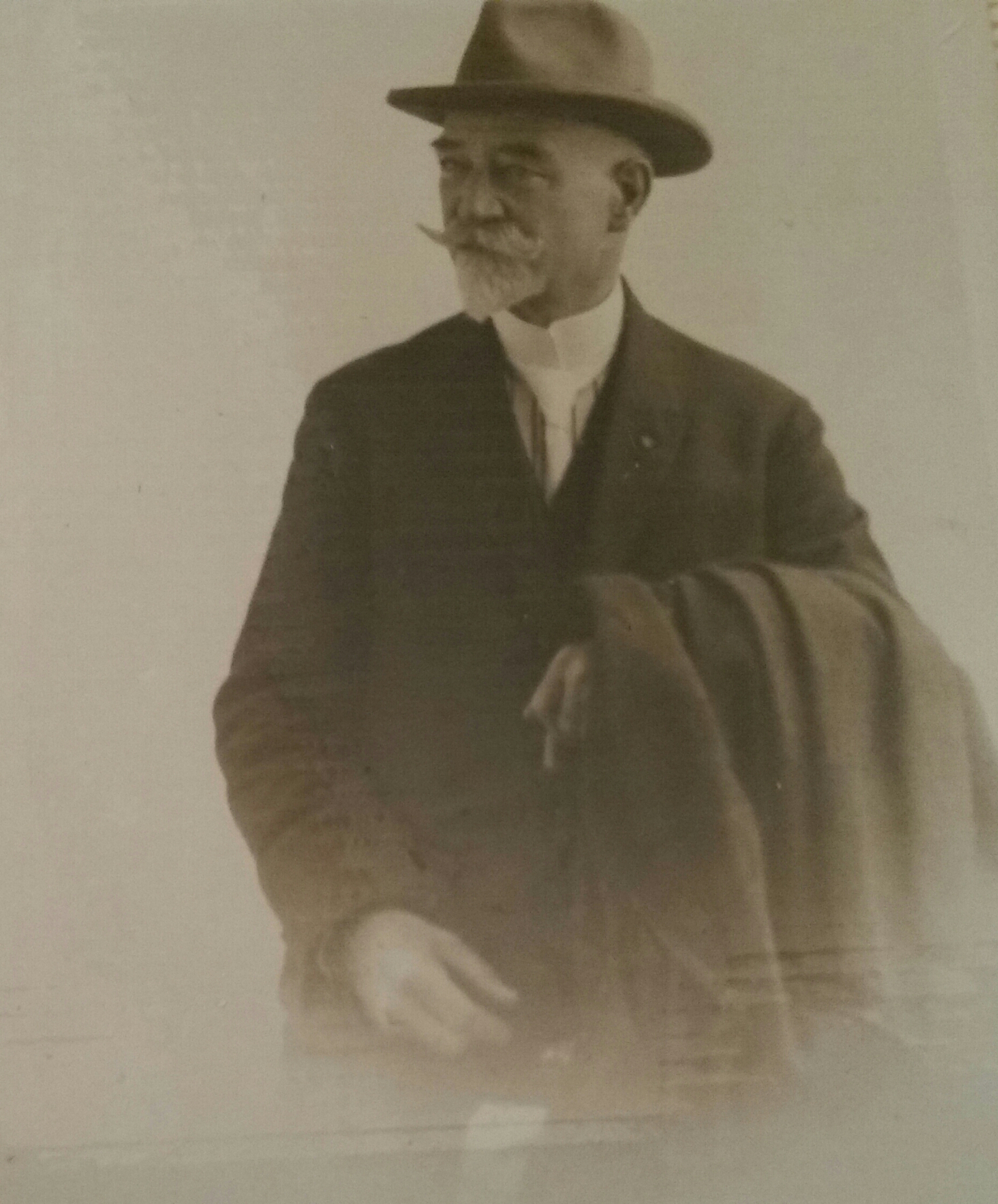
Robert Visser

Carl Friedrich Wilhelm Robert Visser (* 2. Dezember 1860 in Düsseldorf; † 19. November 1937 ebenda) war ein deutscher Unternehmer, Landwirt und Sammler völkerkundlicher Objekte.

## Leben

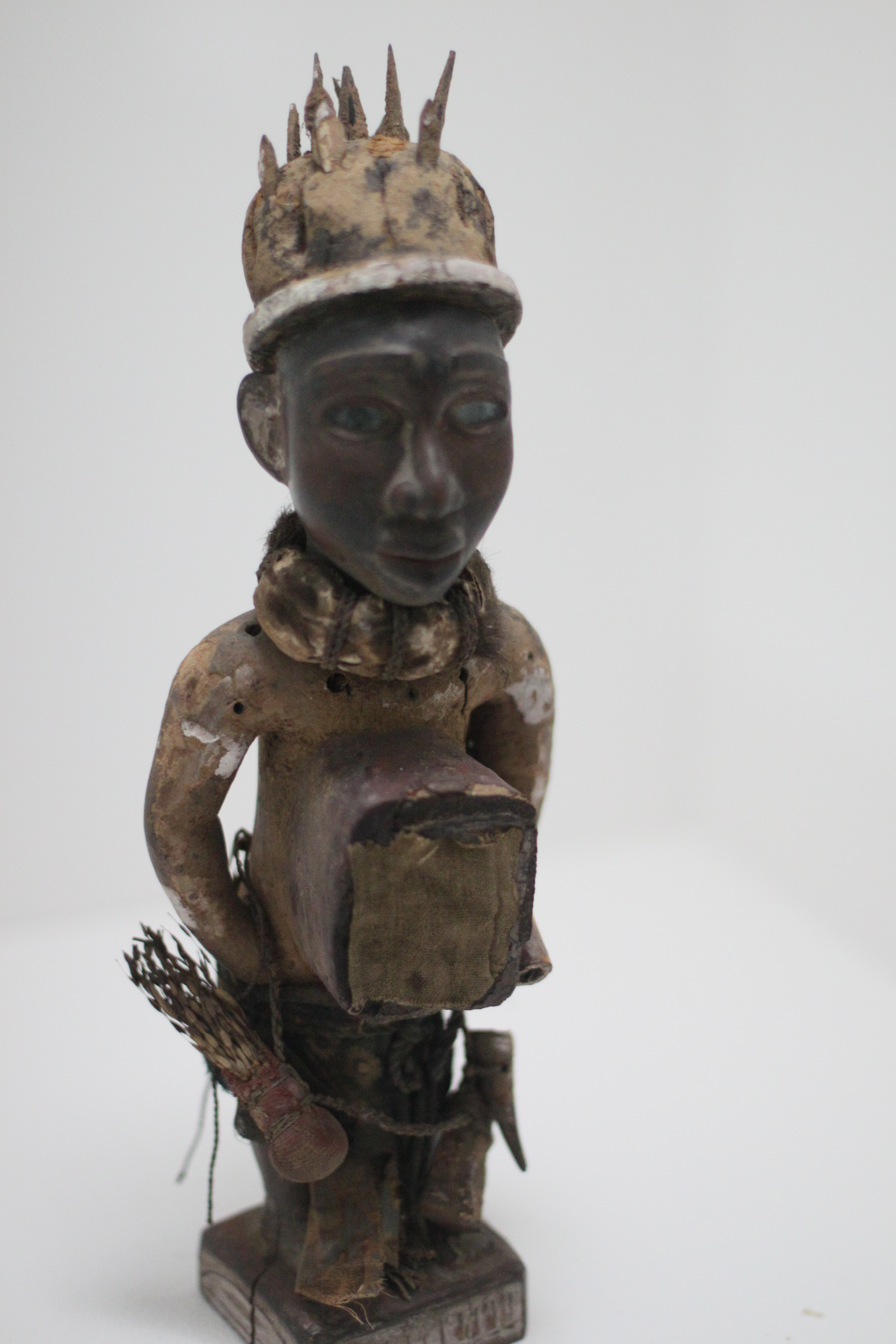
Nkisi-Skulptur, Ethnologisches Museum Berlin, angekauft von Visser

Robert Visser war das fünfte von dreizehn Kindern einer Kaufmanns- und Seefahrerfamilie. Nach dem Schulabschluss wollte er Schiffskapitän werden und heuerte in Rotterdam auf einem Dampffrachtschiff an. Nach der ersten Fahrt nach Russland gab er die Seemannskarriere auf und beteiligte sich an einer wissenschaftlichen Expedition nach Brasilien.
1881 fuhr Visser nach Afrika ins Kongobecken. Er arbeitete als Plantagen-Manager für die niederländische Handelsgesellschaft Nieuwe Afrikaansche Handelsvennootschap, und zwar bis mindestens 1899 an der Loango-Küste in Französisch-Kongo. 1901 war er in Belgisch-Kongo tätig und 1902–1904 in Portugiesisch-Kongo. Nach eigener Aussage legte er als einer der ersten Europäer Kaffee- und Kakao-Plantagen im Kongobecken an, und dazu kamen Gummi-Plantagen.
Daneben sammelte Visser völkerkundliche Objekte, insbesondere die Fetische Minkisi (Plural, Singular: nkisi, Minkischi/Nkischi) der Bakongo, und er nahm zahlreiche Fotos auf. Vissers Sammlungsstücke befinden sich heute in den Ethnologischen Museen Berlin, Leipzig und Stuttgart sowie im Art Institute of Chicago und im Detroit Institute of Arts. Daneben sammelte er auch Tiere für den Düsseldorfer Zoo.
1893 ließ Visser eine Heinrich-Heine-Säule an der Loango-Küste aufstellen, nachdem die Stadt Düsseldorf die Aufstellung in Düsseldorf abgelehnt hatte. Die Säule trug die Inschrift: „Hier! Hat der Stadtrat keine Macht | Und da die Welt genug gelacht | Ob dieses kannibal’schen Treiben, | Soll Heine hier ein Denkmal bleiben.“
1904 kehrte Visser mit seinem aus der Beziehung mit einer verstorbenen afrikanischen Frau hervorgegangenen Sohn Anton nach Düsseldorf zurück und heiratete 1905 Selma Schobbenhaus, mit der er die Tochter Sieglinde bekam. Er wurde zunächst Direktor des Düsseldorfer Zoos und gründete 1908 den Düsseldorfer Verkehrsverein, dessen Geschäftsführer er wurde.

## Fotos von Visser in Congo

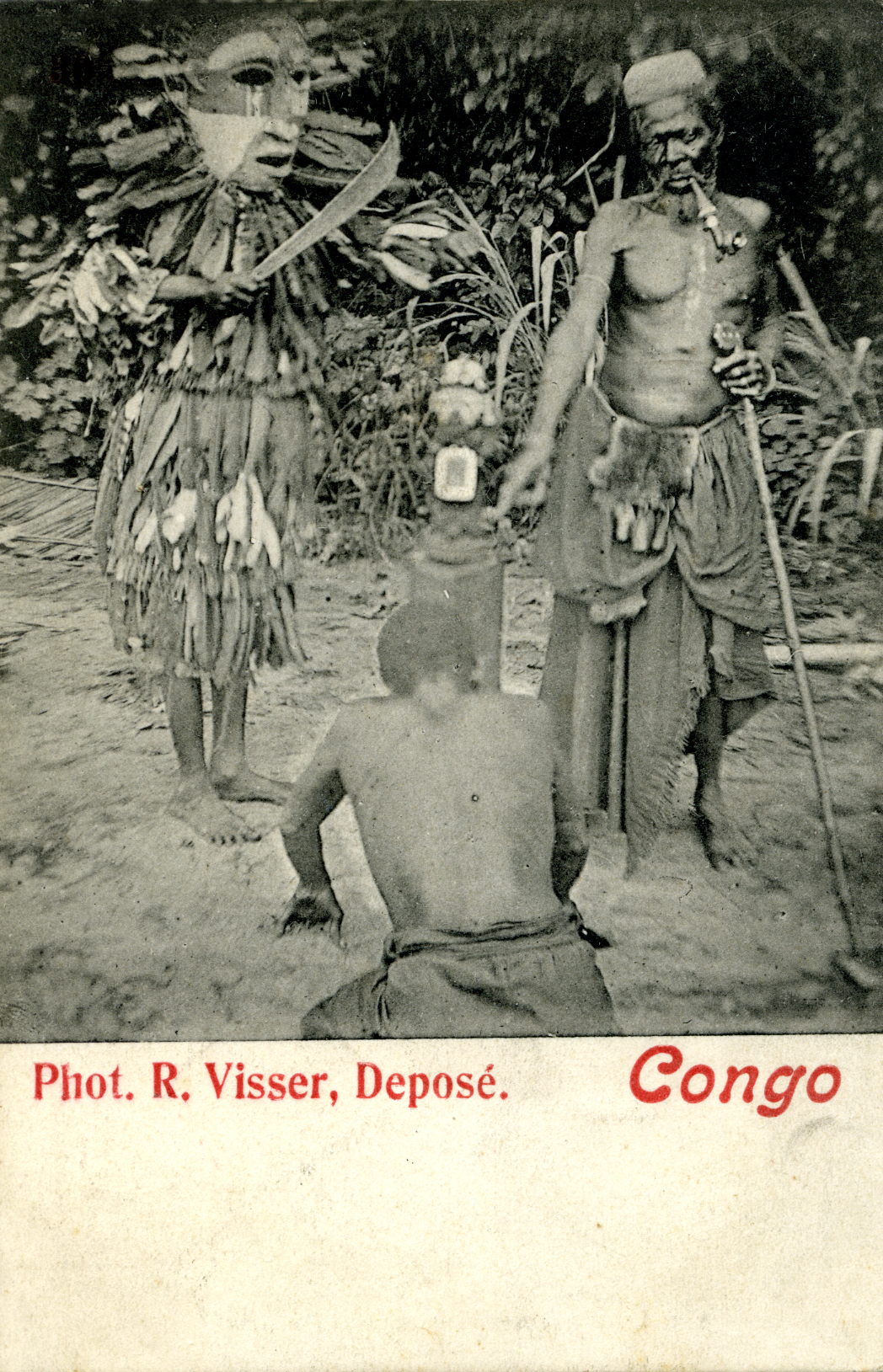
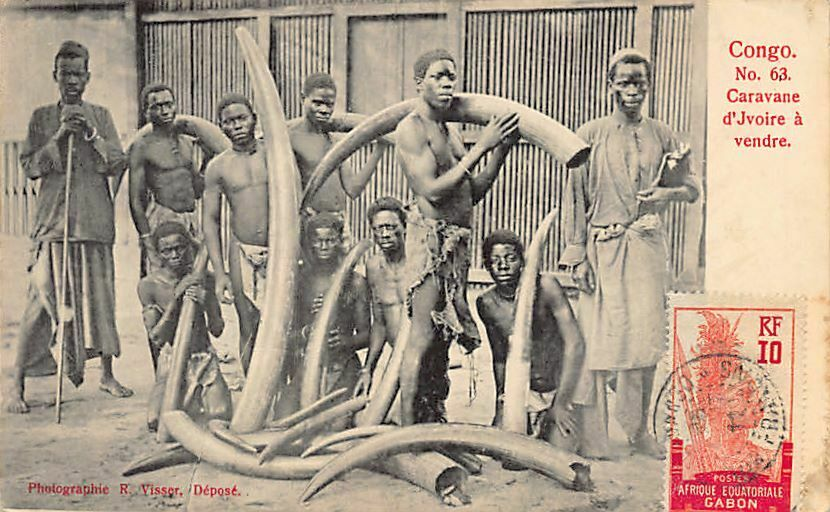
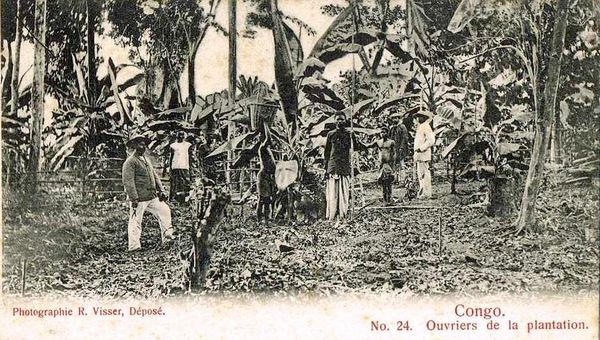
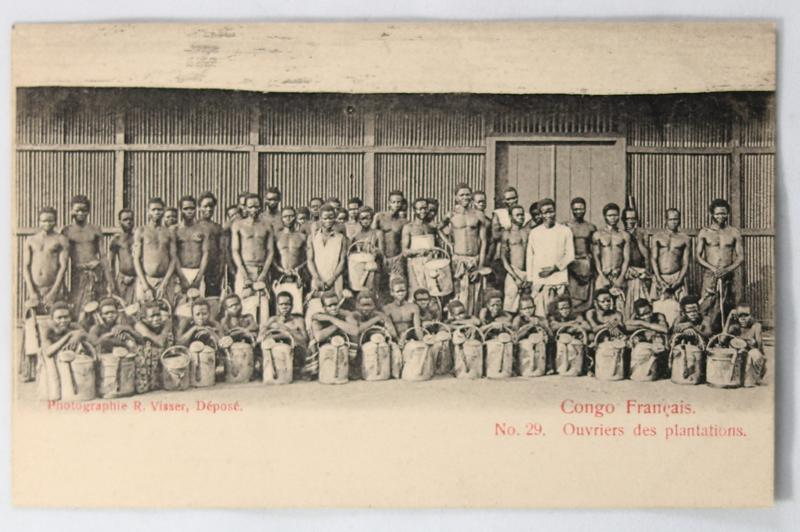

## Werke
- Über Fetischdienst, Aberglaube und damit zusammenhängende Gebräuche der Kongo-Neger. Naturwissenschaftlicher Verein zu Krefeld, Krefeld 1906–1907.
- Heimat-Klänge: Gedichte. Meinen Freunden der Bürgergesellschaft Alde Düsseldorfer gewidmet. Fritz, Düsseldorf 1935.